# Мерквиладзе, Давид Сергеевич
Давид Сергеевич Мерквила́дзе (1919—1966) — участник Великой Отечественной войны, командир отделения разведки, Герой Советского Союза.

## Биография
Родился 2 мая 1919 года в селе Кведа Сакара ныне Зестафонского района Грузии. Грузин. Образование среднее.
В 1939 году был призван в Красную Армию. На фронте с 1941 года.
В звании сержанта командовал отделением разведки 581-го стрелкового полка 151-й стрелковой дивизии 7-й гвардейской армии 2-го Украинского фронта.
В конце декабря 1944 года сражался на подступах к Будапешту (Венгрия). С группой бойцов вызвался захватить важную высоту к северо-востоку от села Чёмёр (в 10 км северо-восточнее Будапешта). Возглавляя группу, под прикрытием тумана подобрался к высоте и условным сигналом вызвал на неё огонь нашей артиллерии, после чего группа стремительно ворвалась в немецкие окопы и захватила высоту. Отражая атаки противника, в течение пяти часов удерживал захваченные позиции, пока не подтянулись основные силы.
28 апреля 1945 года был удостоен звания Герой Советского Союза с вручением ордена Ленина и медали «Золотая Звезда».
Награждён также орденом Славы 3-й степени, орденом Отечественной войны 2 степени, различными медалями.
По окончании войны был демобилизован, проживал и работал в Тбилиси. Скончался 17 июля 1966 года.